# Patrik Löfgren
Ej att förväxla med kortdistanslöparen Patrik Lövgren

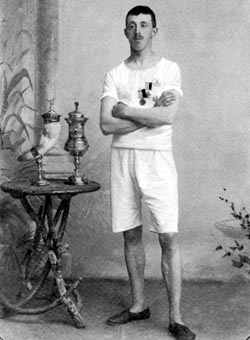
Patrik Löfgren med Dicksonpokalen

Patrik Löfgren född 24 februari 1874, död 18 oktober 1948, var en svensk medeldistanslöpare. 
Löfgren arbetade på Rörstrandsfabriken och började träna i AIK vintern 1891/1892 och utmärkte sig direkt. Han överraskade genom att fullt påklädd, med hatt och kängor, springa den uppmätta engelska milen på 5:15. Han var 20 år gammal när han 1892 för första gången vann Dicksonpokalen, då han segrade i Oslo på en engelsk mil med 4:43,4, vilket var svenskt och skandinaviskt rekord. Löfgren försvarade året efter sin Osloseger genom att i på Svea Livgardes Idrottsplats i Stockholm överlägset vinna på tiden 4,48,8. 19 augusti 1894 vann Löfgren den andra Dicksonpokalen för tredje gången och därmed blev denna Dicksonpokal för alltid AIK:s. Han vann loppet en fjärde gång 1896. 
Dicksonpokalen på 1890-talet det finaste idrottspriset i Sverige.
Löfgren var under denna period Sveriges bästa medeldistanslöpare och han vann överlägset de flesta lopp han deltog i.